# Schronisko z Piętrami
Schronisko z Piętrami – schronisko na Januszkowej Górze na północno-zachodnim krańcu Płaskowyżu Ojcowskiego na Wyżynie Olkuskiej będącej częścią Wyżyny Krakowsko-Częstochowskiej. Znajduje się we wsi Podlesie, w województwie małopolskim, w powiecie olkuskim, w gminie Olkusz.

## Opis obiektu
Dwa otwory schroniska o północnej ekspozycji znajdują się w podszczytowej skale o wysokości 10 m. Jeden jest na wysokości 2,5 m, drugi 6 m nad ziemią na pionowej szczelinie. Od otworów tych odbiegają poziome korytarze o długości 5 m i 6 m. Początkowo mają około 1 metra szerokości, w głębi skały stopniowo zwężają się. 
Schronisko powstało w późnojurajskich wapieniach skalistych na szczelinie, która została wymyta i poszerzona przez wodę. Dno pokrywa gruz wapienny, większe kawałki skał i gleba zmieszana z piaskiem. Jest widne i w całości poddane wpływom środowiska zewnętrznego. Występują w nim pajęczaki. 
Schronisko było znane od dawna i jest odwiedzane. Po raz pierwszy opisał go Andrzej Górny w 1990 r. dla Zarządu Zespołu Jurajskich Parków Krajobrazowych woj. katowickiego. On też wykonał jego plan.
Na Januszkowej Górze jest jeszcze wiele innych jaskiń: Januszkowa Szczelina, Jaskinia Podwójna, Jaskinia Potrójna, Jaskinia Zamkowa, Schronisko na Januszkowej Górze, Schronisko pod szczytem Januszkowej Góry, Schronisko ze Szpatem, Szpaciarnia w Januszkowej Górze. 

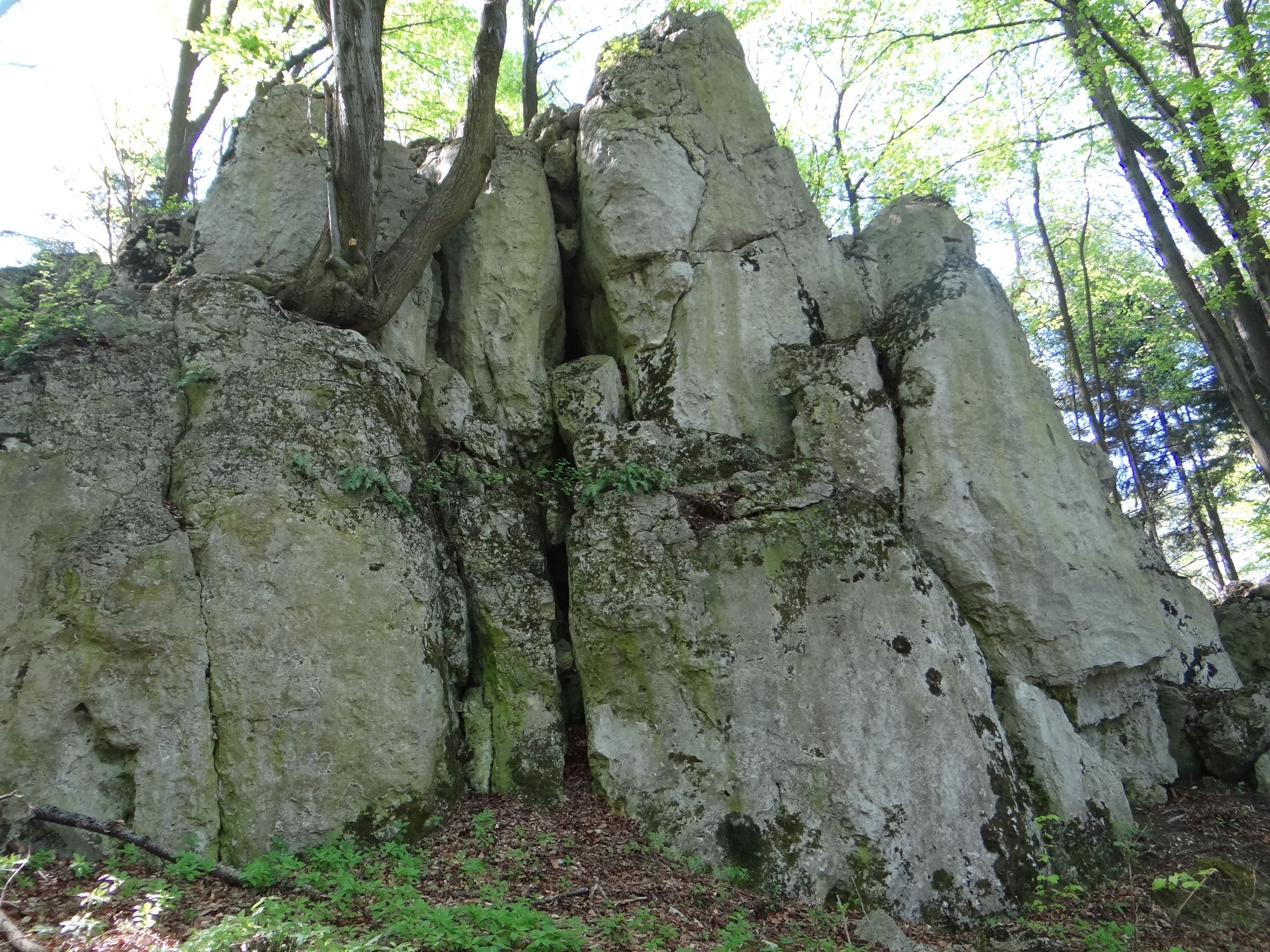
Skała z otworami schroniska